# 山本朝海
山本 朝海（やまもと あさみ。1985年1月2日 - ）は東京都出身の女性歌手。

## 人物・概要
- 説明会で気に入った、音大附属幼稚園に通い4歳からピアノを始める。
- 小学校高学年頃から普通にJ-POPも聴き始める。その頃JUDY AND MARYの影響でバンドに憧れるようになる。
- 16歳の時、親に黙ってインターネットの「メン募」で探し、念願のバンドに加入。詞を書いて歌い始める。
- 18歳の時、親の願い（ピアノの先生になってほしい）を尻目にESPミュージカルアカデミー音楽アーティスト科 ヴォーカルコースに入学。
- 2005年8月にバンド解散。感情が伝わる歌を届けられるアーティストを目指してソロ活動を開始。
- プロデューサーの山沢大洋に認められ、2006年4月19日にコロムビアミュージックエンタテインメントからメジャーデビューした。
- 2011年8月に自らのブログで結婚し、妊娠していると公表した。

## ディスコグラフィー

### シングル
| 枚  | 発売日        | タイトル | 曲目リスト                  | 備考                                                           |
| --- | ------------- | -------- | --------------------------- | -------------------------------------------------------------- |
| 1st | 2006年4月19日 | Hello    | 1.Hello                     | TBS系テレビ「王様のブランチ」2月･3月度エンディングテーマ       |
| 1st | 2006年4月19日 | Hello    | 2.lamp shade                |                                                                |
| 1st | 2006年4月19日 | Hello    | 3.Hello (instrumental)      |                                                                |
| 1st | 2006年4月19日 | Hello    | 4.lamp shade (instrumental) |                                                                |
| 2nd | 2006年8月30日 | Piece    | 1.Piece                     |                                                                |
| 2nd | 2006年8月30日 | Piece    | 2.靴ひも                    | CBC・TBSTVアニメーション「ウィッチブレイド」エンディングテーマ |
| 2nd | 2006年8月30日 | Piece    | 3.Piece (instrumental)      |                                                                |
| 2nd | 2006年8月30日 | Piece    | 4.靴ひも (instrumental)     |                                                                |

### アルバム
| 枚  | 発売日        | タイトル   | 曲目リスト           | 備考        |
| --- | ------------- | ---------- | -------------------- | ----------- |
| 1st | 2014年6月22日 | 山菜うどん | 1.山菜うどん         |             |
| 1st | 2014年6月22日 | 山菜うどん | 2.星の靴             |             |
| 1st | 2014年6月22日 | 山菜うどん | 3.かみさまへのてがみ |             |
| 1st | 2014年6月22日 | 山菜うどん | 4.ダリア             |             |
| 1st | 2014年6月22日 | 山菜うどん | 5.世界               |             |
| 1st | 2014年6月22日 | 山菜うどん | 6.てっぺん           | bonus track |

## 提供楽曲
- SS501 - アルバム「All My Love」に作詞のみ3曲、作詞・作曲1曲提供している。